# Norveške narodne priče
Norveške narodne priče (nor. Norske folkeeventyr) naziv je zbirke narodnih priča koje su skupili, zapisali i izdali Peter Christen Asbjørnsen i Jørgen Moe. Prva inačica tiskana je između 1841. i 1844. Izdavanje zbirke ubraja se u prekretnicu u razvoju norveškog pisanog jezika na putu odvajanja od danskog, jezika koji je bio norma u Dansko-Norveškoj uniji još od sredine 15. stoljeća.
Jedno od ključnih pitanja s kojima su se izdavači borili bilo je hoće li se sage objaviti na norveškom dijalektu ili će pak materijal biti objavljen na danskom. Asbjørnsen i Moe našli su kompromis; zadržali su jednostavnu narativnu formu izbjegavajući dijalekte.